# Jean-Philippe Merckaert
Jean-Philippe Merckaert (Mons, 23 juni 1980) is een Belgisch organist.

## Levensloop
Merckaert begon zijn muziekstudies in Mons. In 1998 behaalde hij in Brussel de eerste Prijs in de wedstrijd Pro Civitate en vervolgde zijn studies in de orgelklas van Jean-Philippe Fetzer aan het Conservatoire National van Nancy, waar hij een gouden medaille behaalde. 
In 2000 stapte hij over naar het Conservatoire National Supérieur de Musique in Parijs, als leerling van Michel Bouvard en Olivier Latry. In juni 2005 behaalde hij het diploma “Formation Supérieure”. Hij ging zich verder bekwamen bij Jean Ferrard in Brussel. 
Hij behaalde ook nog een licentiaat “Écritures Musicales Classiques” in de klas van Jean-Pierre Deleuze aan het Conservatoire Royal van Mons.
Hij is laureaat van verschillende internationale wedstrijden (tweede prijs in de orgelwedstrijd Gottfried Silbermann in Freiberg in 2007; tweede prijs en de publieksprijs in de internationale orgelwedstrijd, gehouden in het kader van het Festival Musica Antiqua in Brugge).
Ondertussen verbleef Merckaert in 2003-2004 in Japan, als titularis-organist in residentie van de Concert Hall “Kitara” in Sapporo (Japan).
Sinds 2007 woont hij in Tokio en treedt regelmatig op in gans Japan, als solist of met orkest. Hij is organist in residentie bij de Nasunogahara Harmony Hall en doceert orgel en harmonie aan het Institut Saint-Grégoire in Tokio.

## Discografie
- 20th Century Famous Organ Music. A World of Colors, Sapporo Concert Hall Kitara, 2004.
- Maurice Guillaume. Œuvres pour orgue, Sint-Victorkerk van Auvelais. Cd Le Chant de Linos, 2008.
- Pierre Bartholomée: Livre d'Orgue, Abdij van Maredsous. Cd Aparté, 2011.
- Johann Sebastian Bach: Chorals de l'Autographe de Leipzig, Porrentruy. Cd 4Fuss, 2013.

Merckaert heeft verschillende platenopnamen op zijn actief.